# Xanthorhoe modestaria
Xanthorhoe modestaria là một loài bướm đêm trong họ Geometridae.